# 146 Lucina
146 Lucina è un grande asteroide della Fascia principale. Ha una superficie molto scura e una probabile composizione carboniosa.
Lucina fu scoperto l'8 giugno 1875 da Alphonse Louis Nicolas Borrelly dall'Osservatorio di Marsiglia (Francia). Fu battezzato così in onore di Lucina, dea della mitologia romana protettrice delle partorienti.
Due occultazioni stellari di Lucina sono state osservate rispettivamente nel 1982 e nel 1989. Durante la prima occultazione, è stato individuato un possibile piccolo satellite dell'asteroide, del diametro di circa 6 chilometri. Ulteriori prove della sua esistenza sono emerse nel 2003, questa volta basate su misurazioni astrometriche.